# Oder

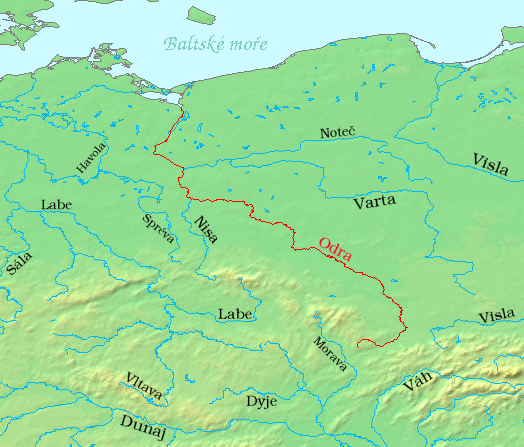
Mapa de l'Odra i altres rius (en txec).

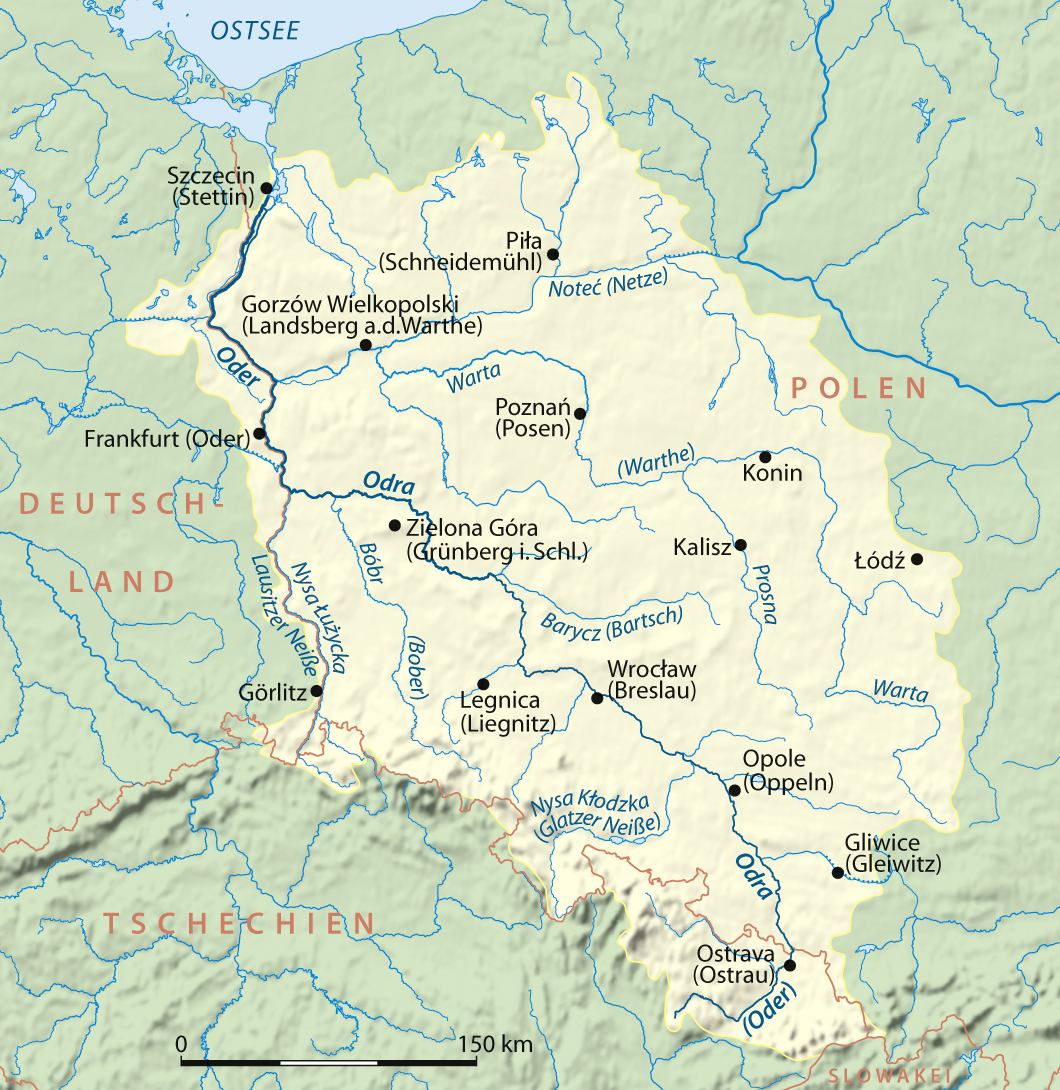
Mapa de l'Odra (Oder) amb ciutats i rius en polonès i (alemany)

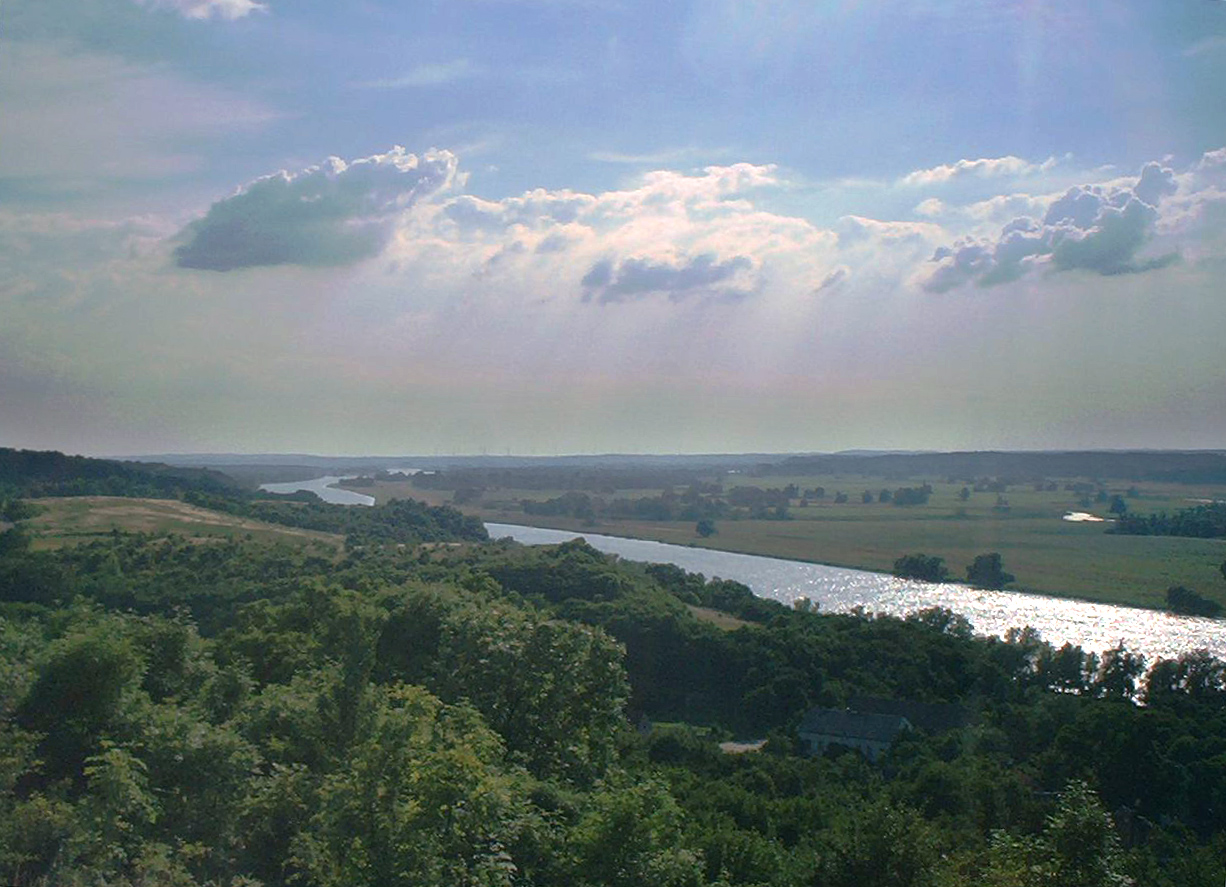
Vista des del poble de Krajnik Dolny (Polònia) cap a l'Òder i el Parc nacional de la vall del baix Òder (Alemanya).

L'Oder o Odra (en silesià: Uodra; en txec: Odra; en polonès: Odra; en alemany: Oder; en baix sòrab: Wodra; en alt sòrab: Wódra; en llatí clàssic: Viadua, Viadus; en llatí medieval: Odera, Oddera) és un riu de l'Europa central. Neix alts de l'Oder, a la regió d'Olomouc (txec: Olomoucký kraj) a Moràvia, República Txeca i flueix fins a Polònia, desembocant a la badia de Pomerània, a la mar Bàltica.
És el segon riu més llarg de Polònia en longitud total i el tercer més llarg dins dels seus límits després del Vístula i el Varta. L'Oder neix a la República Txeca i fa 742 km a través de l'oest de Polònia, i més tard forma 187 km de la frontera entre Polònia i Alemanya com a part de la Línia Oder-Neisse. El riu finalment desemboca a la llacuna de Szczecin al nord de Szczecin i després en tres branques (la Dziwna, Świna i Peene) que desemboquen a la badia de Pomerània de la mar Bàltica.

## Nom
Sovint s'escriu Oder en català, però l'accent original, tant en alemany (Oder) com en polonès com en txec (Odra), va a la primera síl·laba. D'altra banda, cal indicar que la vocal o del topònim alemany és una o tancada: [ˈʔoːdɐ].
L'Oder és conegut amb diversos noms en diferents idiomes, però els moderns són molt semblants: anglès i alemany, Oder; txec, polonès i baix sòrab, Odra; alt sòrab, wódra; caixubi, òdra (pronunciat [ˈwɛdra]); llatí medieval: Od(d)era; llatí renaixentista: Viadrus (inventat el 1534).
Ptolemeu coneixia l'Oder modern com el Συήβος (Suebos; llatí Suevus), un nom aparentment derivat dels sueus, un poble germànic. Tot i que també es refereix a un punt de sortida de la zona com el Οὐιαδούα Ouiadoua (o Οὐιλδούα Ouildoua; llatí Viadua o Vildua), sembla que aquest era el Wieprza modern, ja que es deia que era un terç de la distància entre els Suebos i el Vístula. El nom Suebos es pot conservar en el nom modern del riu Świna (porc en alemany), una sortida des de la llacuna de Szczecin fins al Bàltic.

## Geografia
Dels seus 854 km, en té 112 km a la República Txeca i 742 km a Polònia, 187 d'aquests últims compartits amb Alemanya. És a dir, el riu conforma 187 km de la secció central de la frontera oest de Polònia amb Alemanya, o la secció central-nord de la frontera est d'Alemanya amb Polònia (frontera d'una llargada total de 442 km) i és el tercer riu més llarg situat a Polònia (després del Vístula i Warta), però, el segon riu més llarg en general tenint en compte la seva longitud total, incloses parts dels països veïns.
L'Oder drena una conca de 119074 km², 106.043 km² dels quals es troben a Polònia (89%), 7246 km² a la República Txeca (6%), i 5587 km² a Alemanya (5%). Els canals el connecten al sistema Havel, Spree, Vístula i Kłodnica.
Passa per les regions txeques de l'Olomouc i de la Silèsia txeca (České Slezsko), les regions poloneses o voivodats polonesos de la Silèsia polonesa (województwo Śląskie, voivodat de Silèsia), el voivodat d'Opole (województwo Opolskie), la Baixa Silèsia (Dolny Śląsk o województwo Dolnośląskie), el voivodat de Lubusz (województwo Lubuskie) i, ja a la desembocadura, el voivodat de Pomerània Occidental (Pomorze Zachodnie, o województwo Zachodniopomorskie); i per les regions o Länder alemanys de Brandenburg i Mecklemburg-Pomerània Occidental. Desemboca a la badia de Pomerània, també anomenada badia de Szczecin o badia de l'Òder (en alemany: Stettiner Haff; en polonès: Zalew Szczeciński), banyant la ciutat de Szczecin (en alemany: Stettin; en caixubi Sztetëno; en llatí: Stetinum, Scecinum, i Sedinum), just al principi de l'estuari.
La branca principal desemboca a la llacuna de Szczecin prop de Police, Polònia. La llacuna de Szczecin limita al nord amb les illes d'Usedom (oest) i Wolin (est). Entre aquestes dues illes, només hi ha un canal estret (Świna) que va a la badia de Pomerània, que forma part del mar Bàltic.
La ciutat més gran de l'Oder és Breslau, a la Baixa Silèsia.

## Tributaris
- El Varta (808 km, tributari dret) - neix al poble de Kromołów, prop de la ciutat de Zawiercie, als alts de Cracòvia-Częstochowa (Wyżyna Krakowsko-Częstochowska), a Silèsia, i desemboca a Kostrzyn de l'Odra (Kostrzyn nad Odrą).
- El Nysa, Nisa o Neisse (en alt sòrab: Łužiska Nysa; en baix sòrab: Łužyska Nysa; en txec: Lužická Nisa; en polonès: Nysa Łużycka; en alemany: Lausitzer Neiße, abans tb. Görlitzer Neiße, 254 km, tributari esquerre), també forma part de la frontera entre Polònia i Alemanya. Neix a les muntanyes de Jisera (Jizerské hory), a Txèquia.

## Navegació

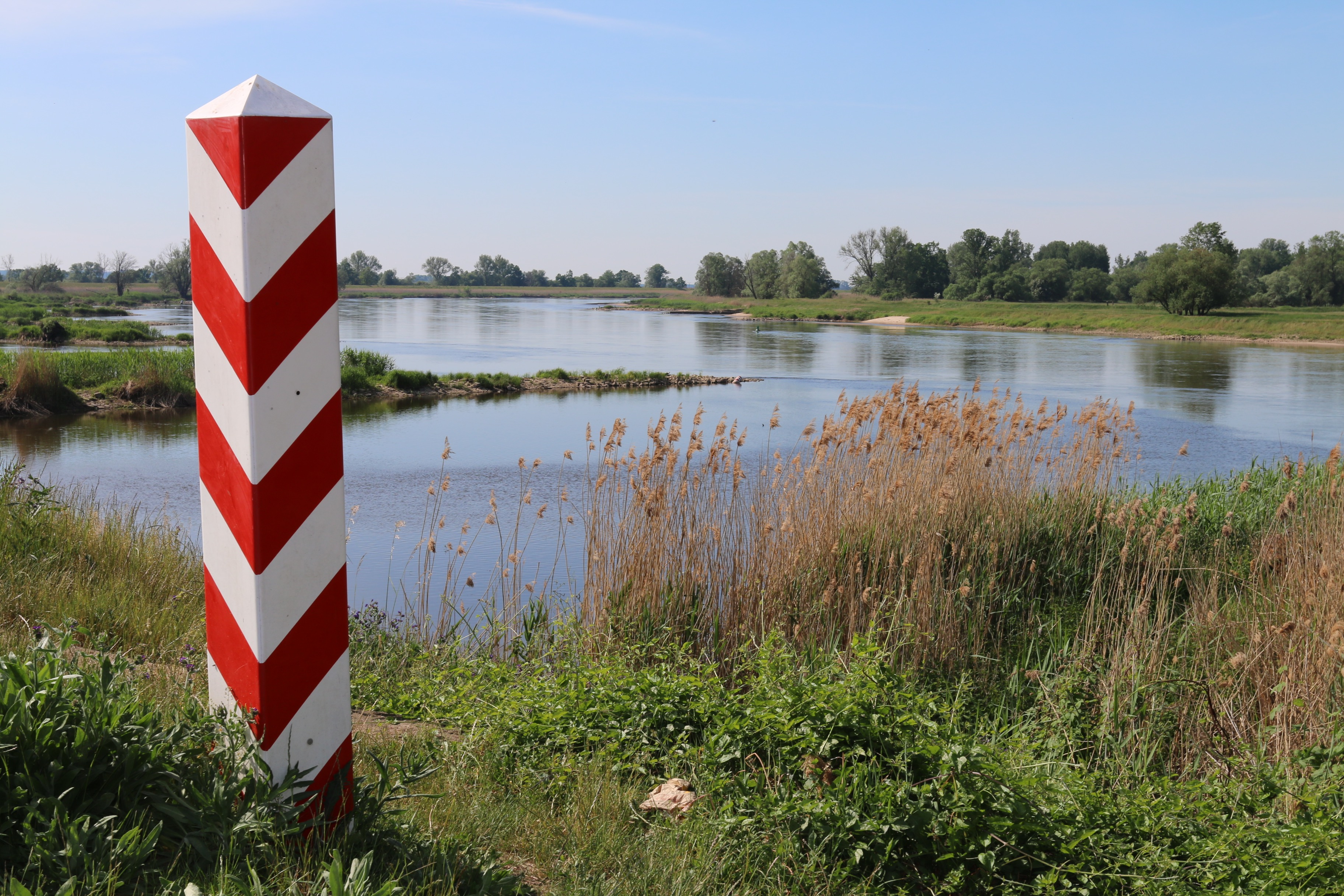
L'Òder que divideix Polònia i Alemanya vist des del costat polonès prop de Kostrzyn nad Odrą

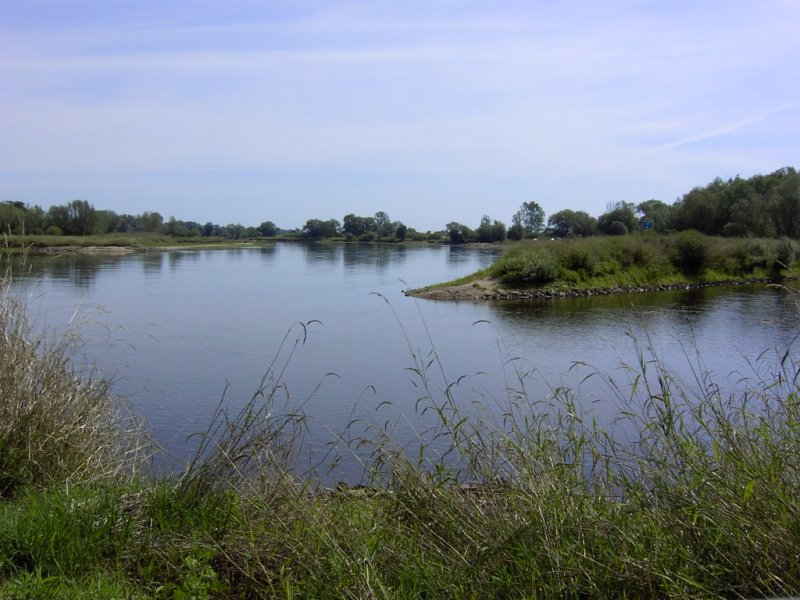
Estuari de la Neisse Lusaciana a l'Òder

L'Oder és navegable en gran part de la seva longitud total, fins a la ciutat de Koźle, on el riu connecta amb el canal de Gliwice. La part aigües amunt del riu està canalitzada i permet que les barques més grans (fins a la classe CEMT IV) naveguin entre els llocs industrials al voltant de la zona de Wrocław.
Més avall, el riu flueix lliurement, passant per les ciutats d'Eisenhüttenstadt (on el canal Oder-Spree connecta el riu amb el Spree a Berlín) i Frankfurt de l'Oder. Aigües avall de Frankfurt, el riu Varta forma una connexió navegable amb Poznań i Bydgoszcz per als vaixells més petits. A Hohensaaten, el canal Oder-Havel torna a connectar amb les vies fluvials de Berlín.
Prop de la seva desembocadura l'Oder arriba a la ciutat de Szczecin, un important port marítim. El riu finalment arriba al mar Bàltic a través de la llacuna de Szczecin i la desembocadura del riu a Świnoujście.

## Història
Sota la Germania Magna, el riu era conegut pels romans com el Viadrus o Viadua en llatí clàssic, ja que era una branca del camí de l'Ambre des del mar Bàltic fins a l'Imperi Romà. En les llengües germàniques, inclòs l'anglès, s'anomenava i encara es diu Oder, escrit en documents llatins medievals com Odera o Oddera. Més notablement, va ser esmentat al Dagome iudex, que descrivia el territori del Ducat de Polònia sota el duc Miecislau l'any 990 dC, com a part de la frontera occidental de Polònia, però, en la majoria de les seccions la frontera anava a l'oest del riu.
Abans que els eslaus s'assentessin al llarg de les seves ribes, l'Oder era una important ruta comercial, i es van documentar ciutats de Germania juntament amb moltes tribus que vivien entre els rius Albis (Elba), Oder i Vístula. Segles més tard, després de les tribus germàniques, el geògraf bavarès (ca. 845) va especificar els següents pobles eslaus occidentals: Sleenzane, Dadosesani, Opolanie, Lupiglaa i Golensizi a Silèsia i Wolinians amb Pyrzycans a Pomerània Occidental. Un document dl'bisbat de Praga (1086) esmenta Zlasane, Trebovyane, Poborane i Dedositze a Silèsia.
Al segle x, gairebé tot el curs del riu Oder es trobava dins dels límits de l'estat polonès recentment format, amb l'excepció de l'àrea al voltant de la font del riu, que estava sota domini bohemi. Al llarg de l'Oder es van desenvolupar diverses ciutats importants de la Polònia medieval, com ara Opole que es va convertir en la capital de l'Alta Silèsia, Wroclaw que es va convertir en la capital de la Baixa Silèsia i una de les principals ciutats de tot el Regne de Polònia (llatí: sedes regni principales), i Lubusz (ara Lebus) que es va convertir en la capital de la Terra de Lubusz, sobrenomenada «la clau del Regne de Polònia» en les cròniques medievals. Breslau i Lubusz es van convertir en les seus d'alguns dels bisbats catòlics més antics de Polònia, fundats el 1000 (Arquebisbat de Breslau) i el 1125 (Bisbat de Lebus). Situat prop de la desembocadura del riu, Szczecin es va convertir en una de les principals ciutats i ports de la regió de Pomerània i de tota la costa sud del mar Bàltic.
A partir del segle xiii, la vall de l'Oder va ser el centre de l'Ostsiedlung alemanya, fent que les ciutats de les seves ribes fossin germanòfones durant els segles següents. Amb el temps, el control de parts del riu va ser pres de Polònia per altres països, entre ells el Marcgraviat de Brandenburg i el Regne de Bohèmia, i més tard també per Hongria, Suècia, Prússia i Alemanya.

### Modificacions de canals i vies fluvials
El canal de Finow, construït per primera vegada l'any 1605, connecta l'Oder i Havel. Després de la finalització del canal Òder-Havel més recte el 1914, la seva rellevància econòmica va disminuir.
La primera empresa important per modificar el riu per millorar la navegació va ser iniciada per Frederic el Gran, que va recomanar desviar el riu cap a un nou canal recte al tram pantanós conegut com a Oderbruch prop de Küstrin (Kostrzyn nad Odrą). El treball es va dur a terme durant els anys 1746–53, es va conrear una gran extensió de marjal, es va tallar un desviament considerable i el corrent principal es va limitar amb èxit a un canal.
A finals del segle xix, es van fer tres alteracions addicionals a la via fluvial:
- La canalització del corrent principal a Breslau (Breslau), i des de la confluència del Glatzer Neisse fins a la desembocadura del canal de Klodnitz (Canal Kłodnica), una distància de més de 80 km. Aquestes obres d'enginyeria es van acabar l'any 1896.
- Entre 1887 i 1891 es va construir el canal Oder-Spree per connectar els dos rius.
- L'aprofundiment i regulació de la desembocadura i curs inferior de la riera.

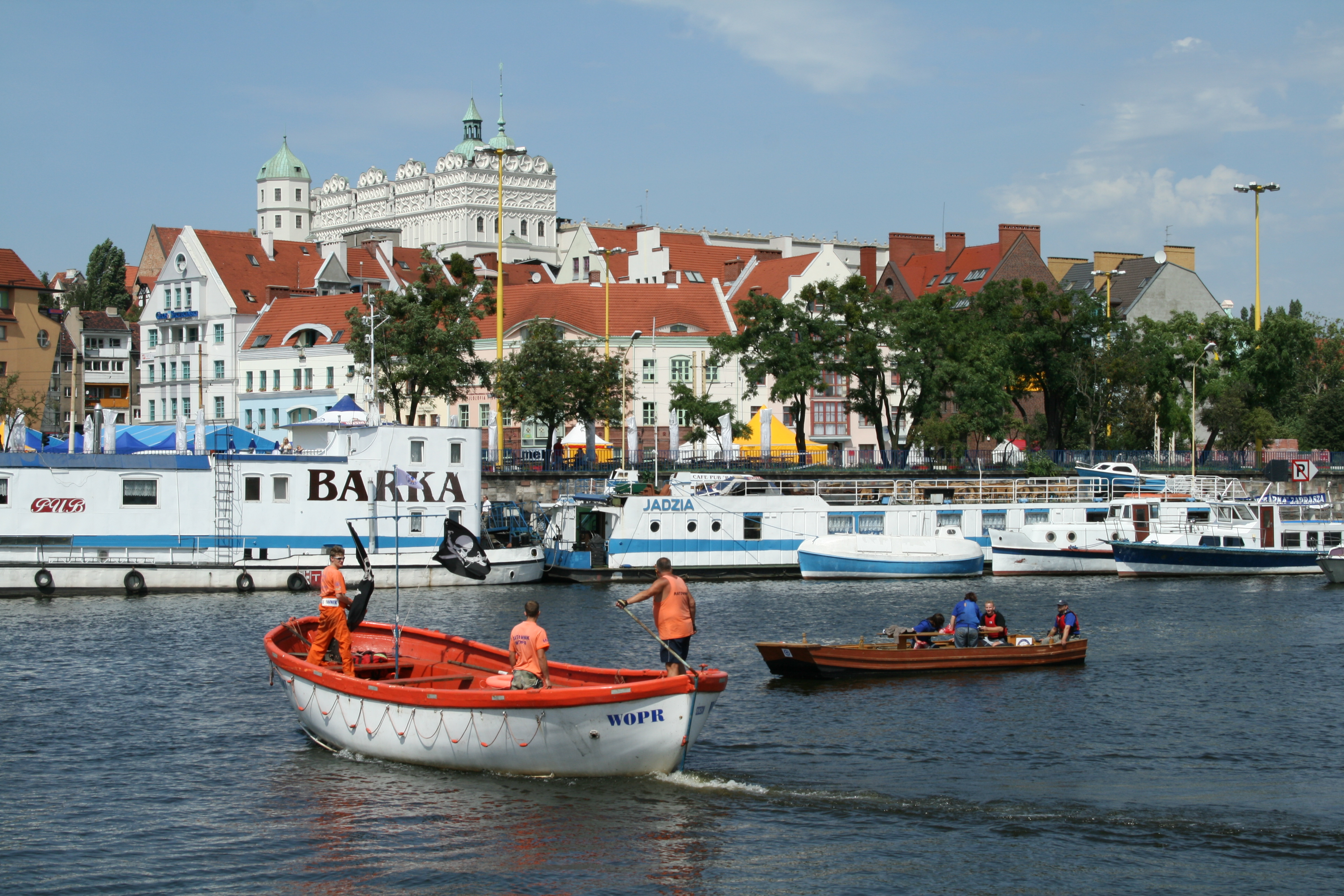
L'Òder a Szczecin, Polònia, flueix al llarg de la riba del nucli antic i el castell ducal.

### Condicions del Tractat de Versalles
Pel Tractat de Versalles, la navegació sobre l'Oder esdevé sotmesa a la Comissió Internacional de l'Oder. Seguint els articles 363 i 364 del Tractat, Txecoslovàquia va tenir dret a arrendar a Stettin (avui Szczecin) la seva pròpia secció al port, llavors anomenada Tschechoslowakische Zone im Hafen Stettin. El contracte d'arrendament entre Txecoslovàquia i la República de Weimar, i supervisat pel Regne Unit, es va signar el 16 de febrer de 1929 i finalitzaria el 2028, però després de 1945 Txecoslovàquia no va recuperar aquesta posició legal, abolida de facto el 1938–39.

### 1943 Frontera amb Alemanya
A la Conferència de Teheran de 1943, els Aliats van decidir que la nova frontera oriental d'Alemanya passaria per l'Oder. Després de la Segona Guerra Mundial, les antigues zones alemanyes a l'est de l'Oder i la Neisse lusàciana van passar a Polònia per decisió dels victoriosos aliats a la Conferència de Potsdam (a insistència dels soviètics). Com a resultat, l'anomenada línia Oder-Neisse va formar la frontera entre la zona d'ocupació soviètica (a partir de 1949 Alemanya de l'Est) i Polònia. La frontera final entre Alemanya i Polònia s'havia de determinar en una futura conferència de pau. Una part de la població alemanya a l'est d'aquests dos rius va ser evacuada pels nazis durant la guerra o va fugir de l'Exèrcit Roig que s'acostava. Després de la guerra, els 8 milions d'alemanys restants van ser expulsats d'aquests territoris per les administracions polonesa i soviètica. Alemanya de l'Est va confirmar la frontera amb Polònia sota la pressió soviètica en el Tractat de Zgorzelec el 1950. Alemanya Occidental, després d'un període de rebuig, va confirmar la inviolabilitat de la frontera l'any 1970 en el Tractat de Varsòvia. El 1990, l'Alemanya recentment reunificada i la República de Polònia van signar un tractat que reconeixia la línia Oder-Neisse com a frontera.

### Desastre ambiental del 2022
L'11 d'agost de 2022, es va descobrir que el riu Oder havia estat contaminat i almenys 135 tones de peixos morts es van arrossegar a les seves ribes. Les mostres d'aigua preses el 28 de juliol van indicar una possible contaminació per mesitilè, tot i que la toxina no estava present a les mostres preses després de l'1 d'agost.

## Ciutats

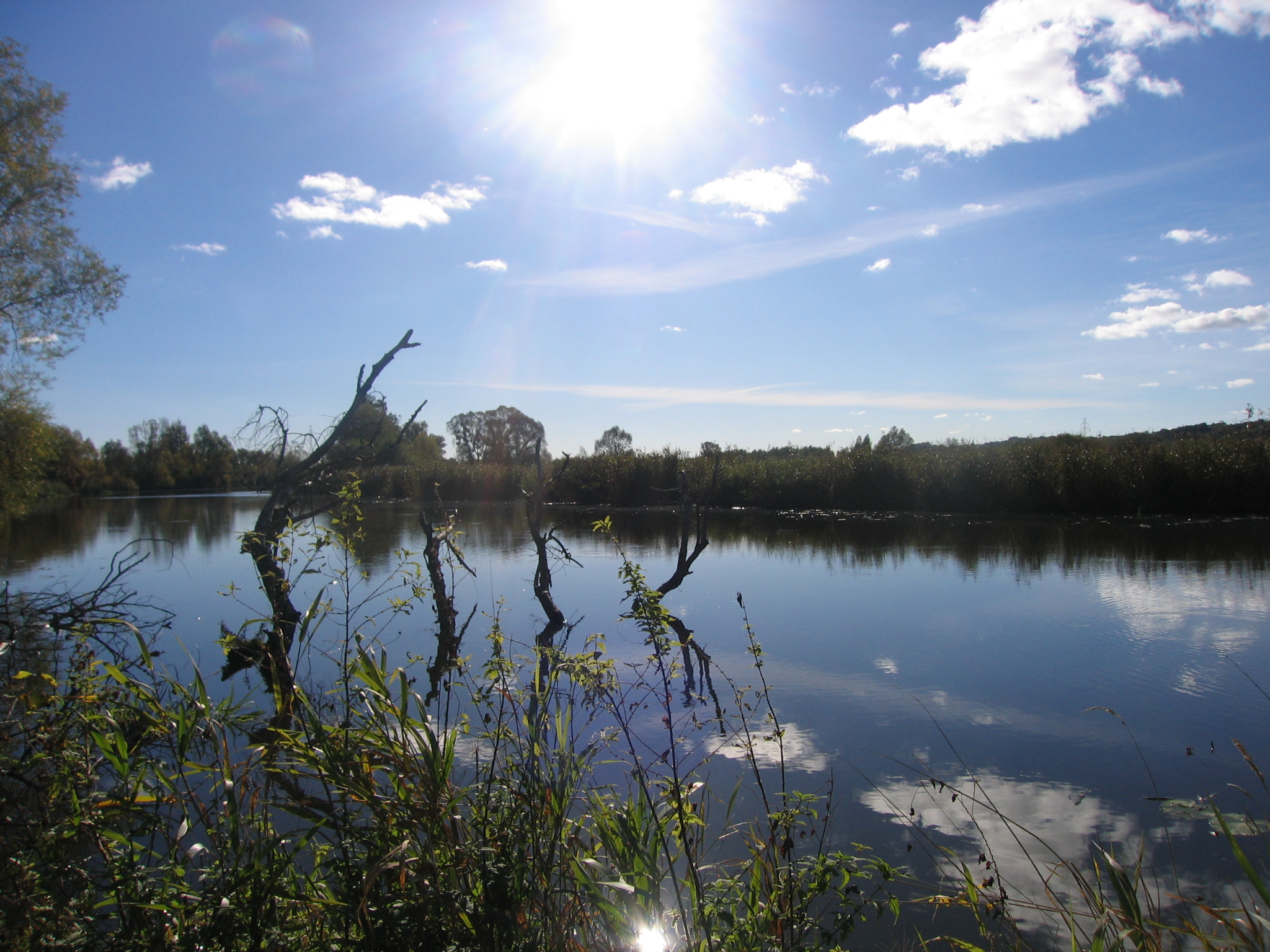
Łarpia, un distribuïdor esquerre de l'Oder a la policia, Polònia

Secció principal:
Ostrava – Bohumín – Racibórz – Kędzierzyn-Koźle – Krapkowice – Opole – Brzeg – Oława – Jelz -Laskowice – Breslau – Nowa Sól Dolny – Ścinawa – Szlichtyngowa – Głogów – Bytom Odrzański - Zielona Góra - Eisenhüttenstadt - Frankfurt de l'Oder – Słubice – Lebus – Kostrzyn – Cedynia – Schwedt – Gartz – Gryfino – Szczecin – Police
Llacuna de Szczecin:
Nowe Warpno – Ueckermünde
a l'est: branca de Dziwna (alemany: Dievenow) (entre l'illa de Wolin i la Polònia continental):
Wolin – Kamień Pomorski – Dziwnów
mig: branca de Świna (alemany: Swine) (entre les illes Wolin i Usedom):
Świnoujście
oest: branca de Peenestrom (Peene) (en polonès: Piana) (entre l'illa d'Usedom i l'Alemanya continental):
Usedom – Lassan – Wolgast

## Afluents orientals
Ostravice – Olza – Ruda – Bierawka – Kłodnica – Czarnka – Mała Panew – Stobrawa – Widawa – Jezierzyca – Barycz – Krzycki Rów – Obrzyca – Jabłonna – Pliszka – Ołobok – Gryżynka – Varta amb el Noteć – –Stuzyca – – – Kurzyca – Tywa Stubia – – Płonia – Ina – Gowienica – Śmieszka

## Afluents occidentals
Opava – Psina (Cyna) – Cisek – Olszówka – Stradunia – Osobłoga – Prószkowski Potok – Nysa Kłodzka – Oława – Ślęza – Bystrzyca – Średzka Woda – Cicha Woda – Kaczawa – Ślepca – Zimnica – Ślepca – Zimnica – DębłaŚla Woda – Bizara OŚlęna Zimny Potok – Bóbr – Olcha – Racza – Lusatian Neisse – Finow – Gunica

## Galeria d'imatges

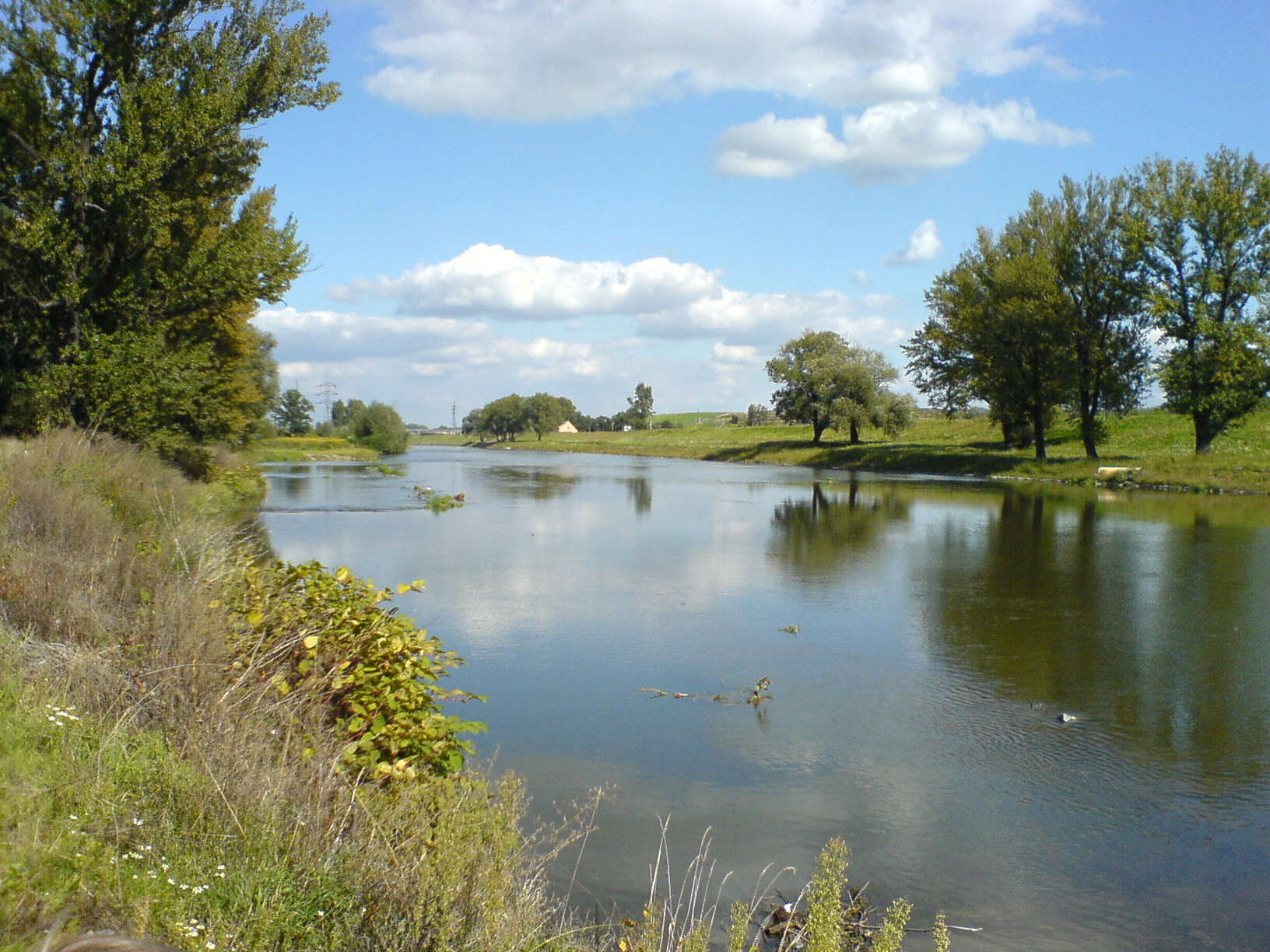
L'Odra entre Ostrava i Koblov, a Txèquia.
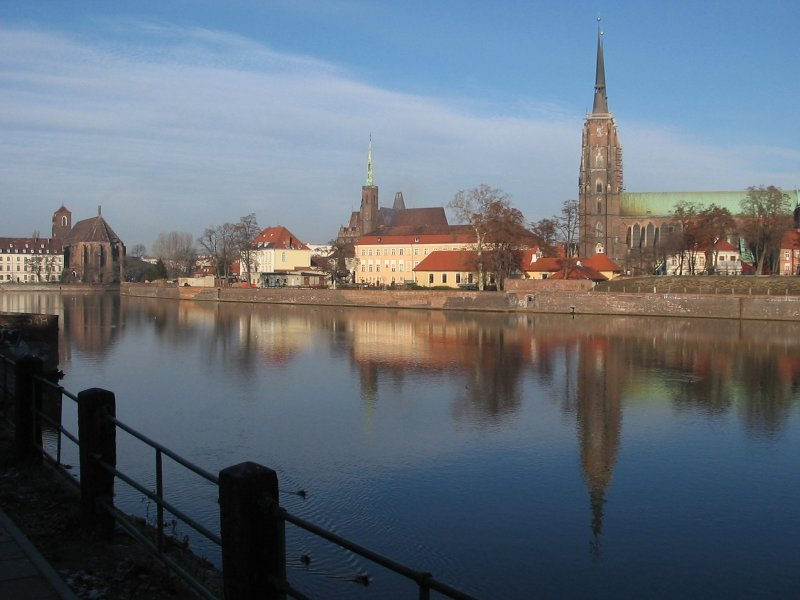
L'Odra al seu pas per Wrocław, a Polònia.
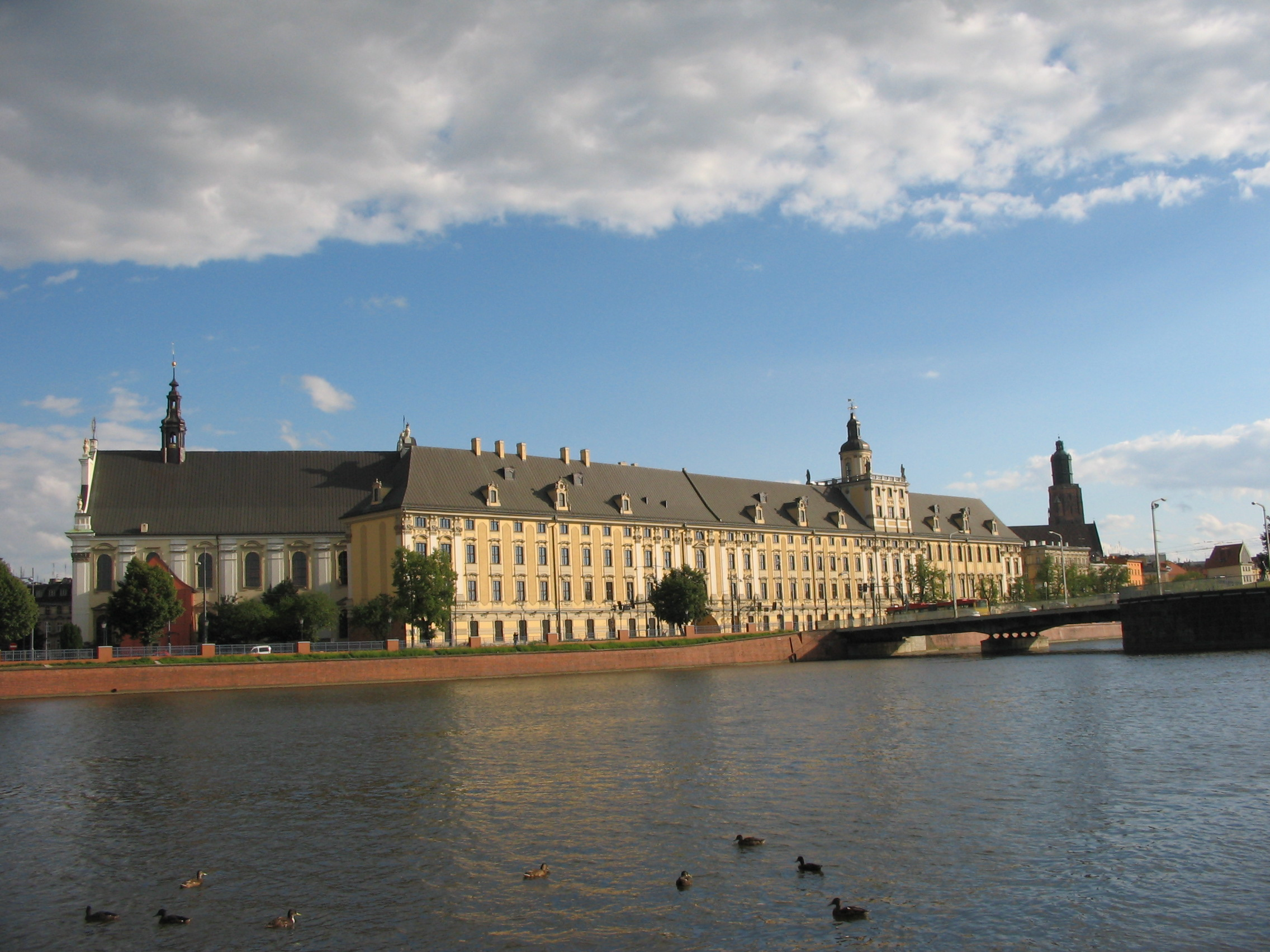
La universitat de Wrocław, a la vora de l'Odra.
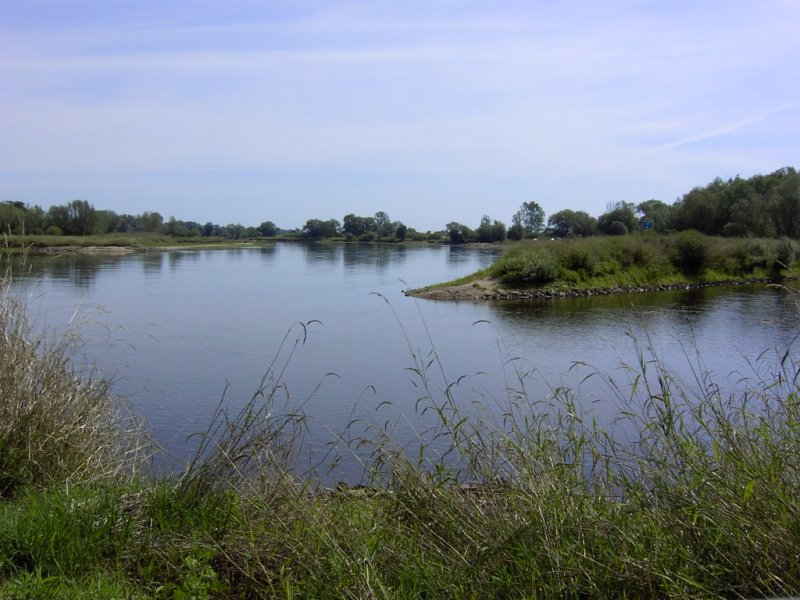
Confluència del Neisse amb l'Òder, entre Alemanya i Polònia.
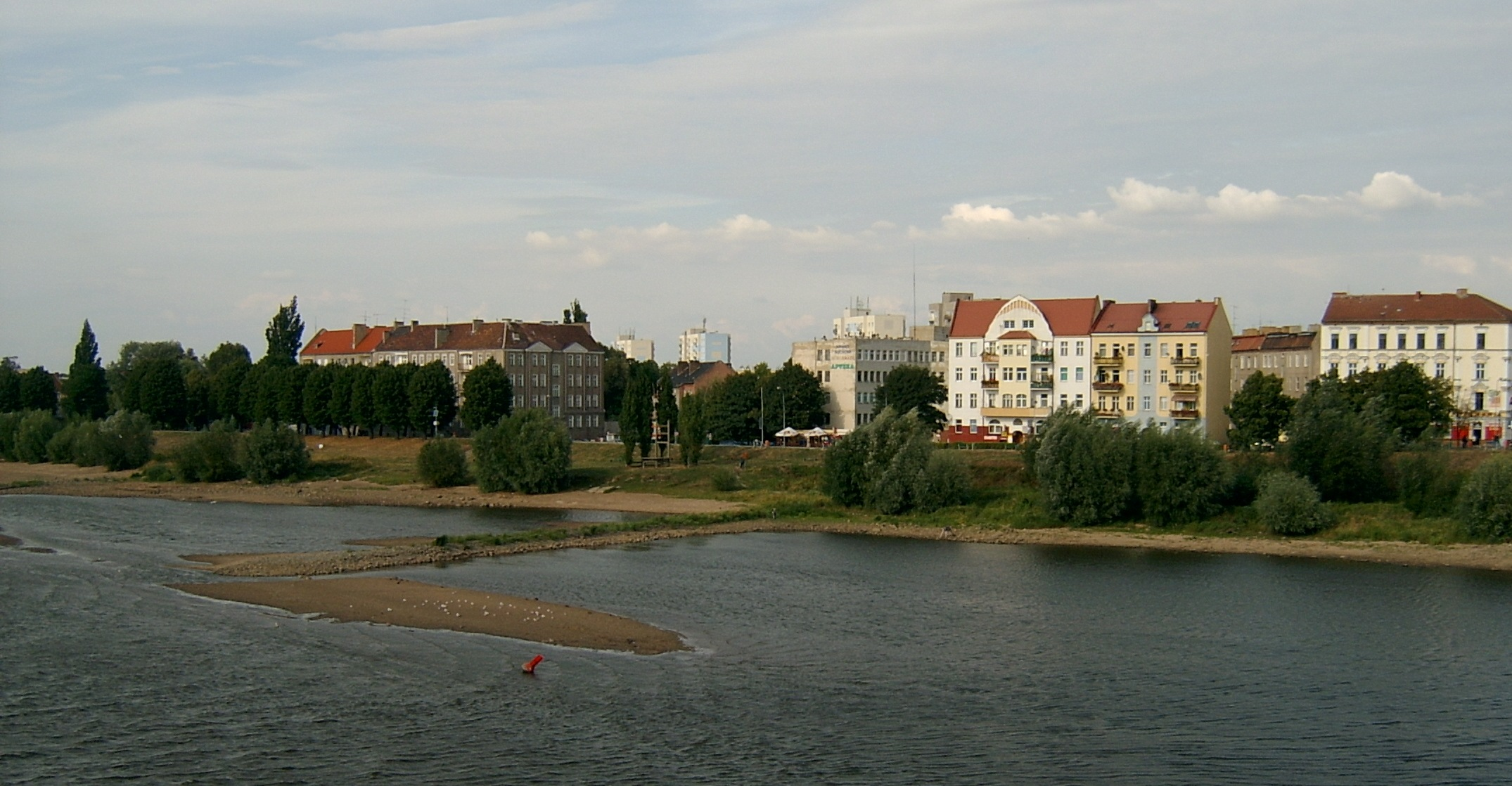
Vista de Słubice, Polònia, des de Frankfurt de l'Òder.
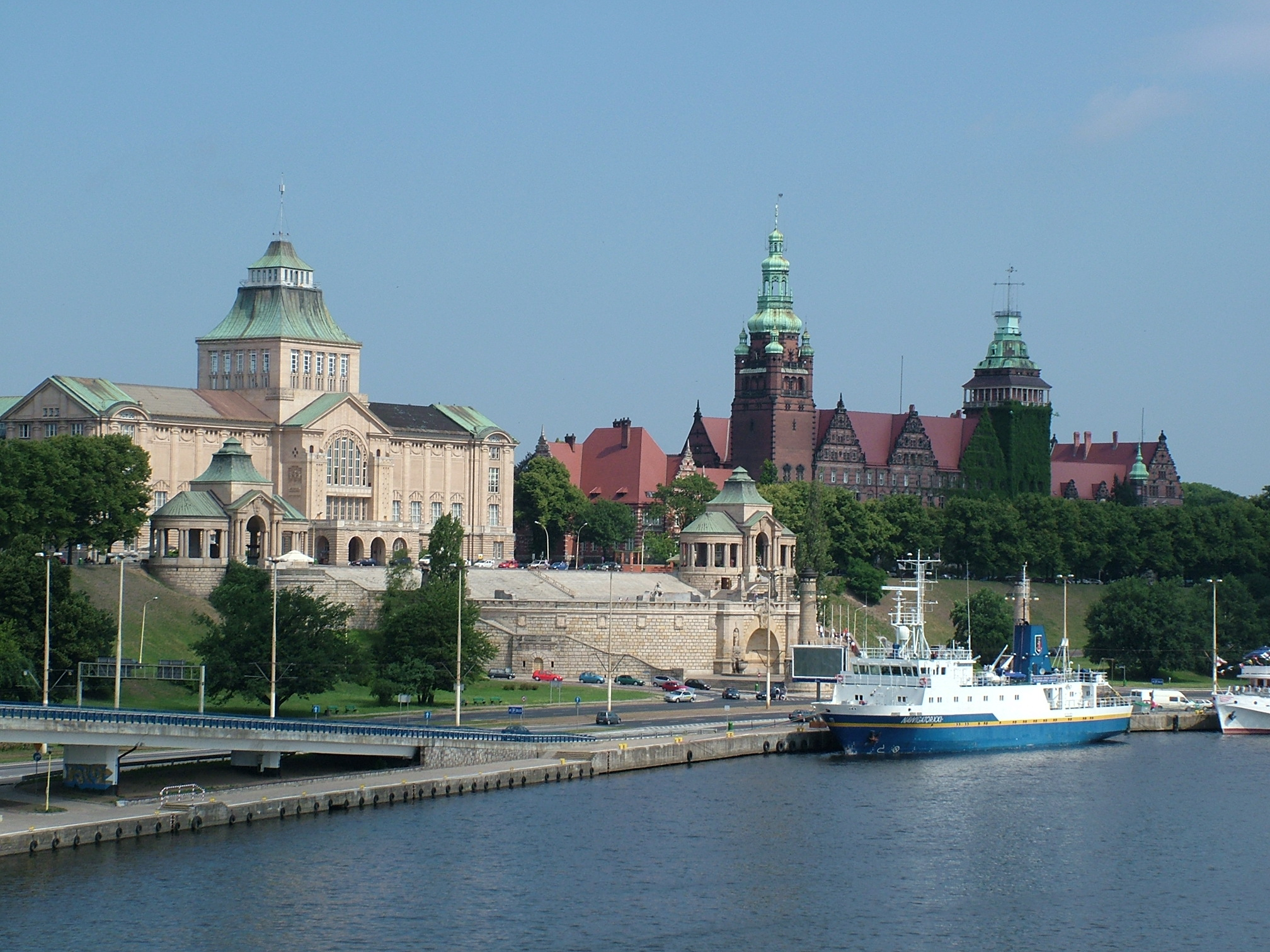
L'Òder a la seva desembocadura, a Szczecin, Polònia.
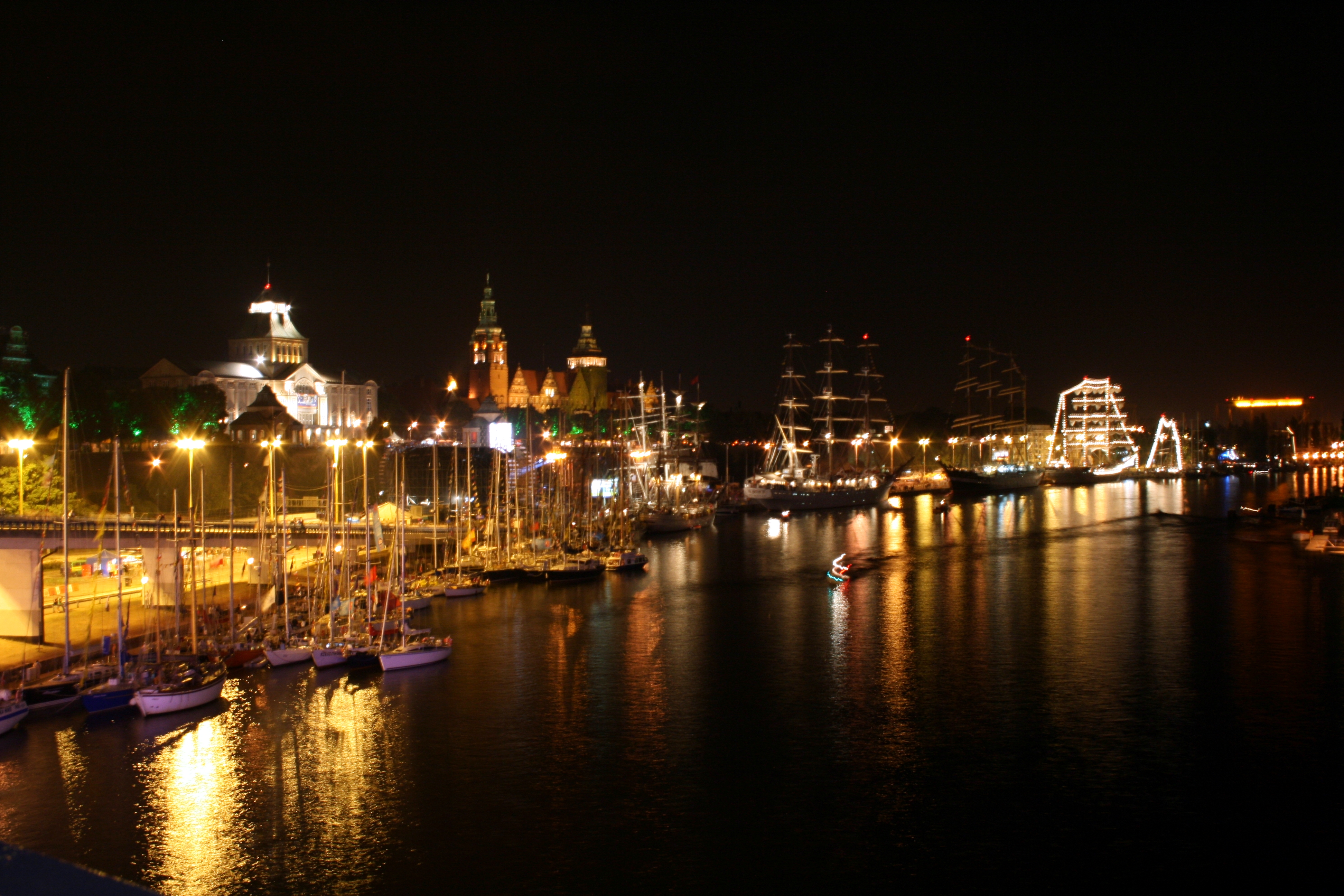
L'Òder al seu pas per Szczecin.